# Ugo IV di Cipro
Ugo IV di Cipro, conosciuto anche come Ugo II di Gerusalemme e Ugo IV di Lusignano (1295 circa o 1293-1296 – Nicosia, 10 ottobre 1359), fu Re di Cipro dal 1324 fino alla sua abdicazione, avvenuta il 24 novembre 1358, e Re titolare di Gerusalemme fino alla sua morte.

## Biografia

### Infanzia

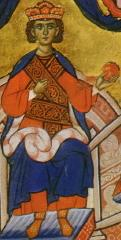
Enrico II di Cipro

Sia secondo Les familles d'outre-mer, che secondo la Chroniques d'Amadi et de Strambaldi. T. 1, Ugo era l'unico figlio maschio del Connestabile del regno di Cipro, Guido di Lusignano e della moglie, la signora di Beirut, Eschiva di Ibelin, che, ancora secondo Les familles d'outre-mer, era la figlia secondogenita di Giovanni di Ibelin, signore di Beirut e di Alice de la Roche, figlia di Guido I de la Roche, Duca di Atene.

Guido di Lusignano, sempre secondo Les familles d'outre-mer, era il figlio maschio quintogenito del re di Cipro (Ugo III) e di Gerusalemme (Ugo I), Ugo di Poitiers e della moglie, Isabella d'Ibelin, che ancora secondo Les familles d'outre-mer, era figlia di Guido d'Ibelin, maresciallo e connestabile del Regno di Cipro, e della moglie, Filippa Barlais, figlia di Amalrico Barlais e della moglie, Agnese di Margat, figlia di Bertrando, signore di Margat.
Sua madre, Eschiva, più vecchia di suo padre, Guido, di circa vent'anni, era al suo secondo matrimonio, era vedova del suo primo marito, Umfredo di Montforf, a cui aveva dato due figli, Umfredo e Ruperto che furono entrambi signori di Beirut, dopo la morte della madre.
Suo padre, Guido, morì nel 1304, e, come riporta la Chroniques d'Amadi et de Strambaldi. T. 1, fu sepolto nel cimitero di Nicosia, tra i poveri, come da lui richiesto.
Ugo IV succedette al padre come conestabile nel 1318 e in seguito salì al trono alla morte dello zio Enrico II, dal momento che questi non aveva figli. Egli era un membro della Casa di Lusignano.

### Primo matrimonio

Stemma del casato degli Ibelin

Il primo matrimonio di Ugo venne celebrato verso il 1307 con Maria d'Ibelin (1294 – prima del 30 giugno 1318), figlia di Guido d'Ibelin, conte di Giaffa, e della moglie, nonché cugina, Maria d'Ibelin, signora d'Ascalona e Naumachia, citati da Les familles d'outre-mer, come genitori di una figlia; il matrimonio viene riportato da Wipertus Hugo Rüdt de Collenberg, storico Franco-Ungaro-Tedesco, nel suo Familles de l'Orient latin, XIIe-XIVe siècles (non consultato), dove riporta che fu necessaria una dispensa papale di Papa Clemente V, nel 1307.
Tra il 1310 ed il 1318, Ugo fu nominato connestabile di Cipro, come ci viene confermato dalla Chroniques d'Amadi et de Strambaldi. T. 1. 

### Secondo matrimonio
Dopo essere rimasto vedovo, Ugo, il 17 settembre 1318, sposò Alice d'Ibelin (1304/1306 – dopo il 6 agosto 1386), figlia di Guido d'Ibelin, signore del castello di Nicosia, siniscalco di Cipro e della moglie, nonché cugina, Isabella o Margherita d'Ibelin, ancora il Rüdt de Collenberg riporta che fu necessaria una dispensa papale di Papa Giovanni XXII, nel 1318.

La Chroniques d'Amadi et de Strambaldi. T. 1 riporta che a seguito del ritrovamento della croce di Tochni, la regina, Alice, che aveva problemi a parlare, riacquistò l'uso della lingua.

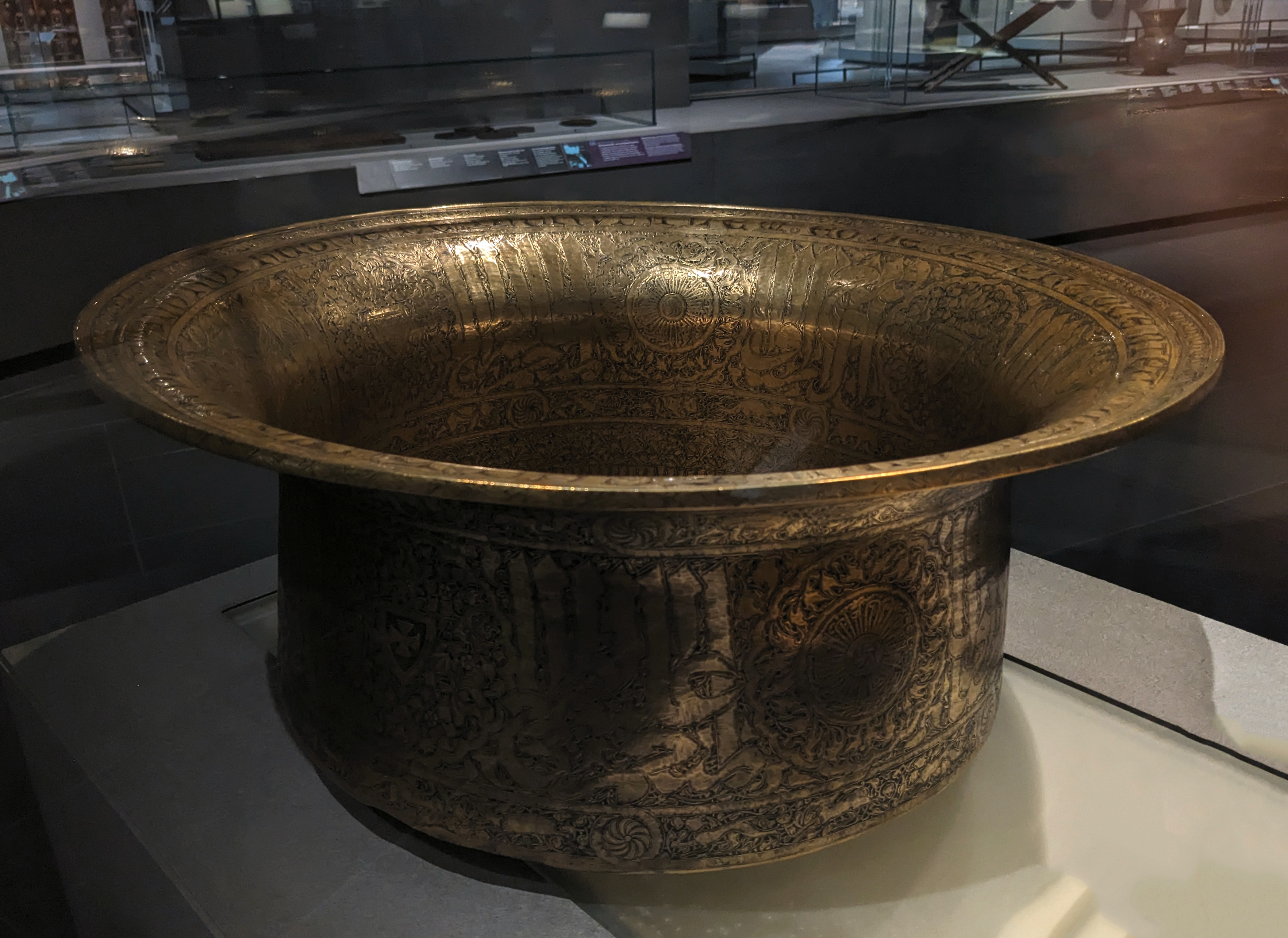
Lavabo (XIV secolo, Egitto o Siria, Museo del Louvre) attribuito a Ugo IV di Cipro.

Dopo la morte di Ugo, la regina, Alice, contrasse un secondo matrimonio con Filippo conte di Braunschweig-Grubenhagen, come riporta la Chroniques d'Amadi et de Strambaldi. T. 1.

### Re di Cipro
Suo zio, Enrico II, re di Cipro e di Gerusalemme, morì nella notte tra il 30 ed il 31 marzo 1324, mentre si trovava in un casale nelle vicinanze di Nicosia, per andare a caccia col falcone, e fu tumulato nella chiesa di San Francesco di Nicosia.

Non avendo avuto discendenza, nei suoi titoli succedette Ugo, che fu preferito alla zia, Alice.

Ugo e la moglie Alice vennero incoronati re (Ugo IV) e regina di Cipro nella cattedrale di Santa Sofia, a Nicosia, il 15 aprile 1324; lo stesso anno, il 13 maggio, vennero incoronati nella cattedrale di San Nicola, a Famagosta, come re (Ugo II) e regina titolare di Gerusalemme. 

In qualità di governante, re Ugo IV firmò un accordo con i Veneziani al riguardo delle attività dei mercanti della Serenissima che si stabilivano a Cipro; questo creò dei problemi con Genova, avversaria di Venezia, ma Ugo fu in grado di negoziare anche con i genovesi ed arrivò ad un accordo nel 1329, nel quale la Repubblica di Genova chiedeva che il Re di Cipro pagasse i debiti dello zio Enrico II.

Ugo IV si dimostrò soddisfatto di essere arrivato a governare Cipro, dal momento che fu così in grado di impedire al figlio Pietro I di andare in Europa occidentale a reclutare aiuti per una nuova crociata, volta a riconquistare il loro Regno di Gerusalemme. 

Nel 1344, dopo che papa Clemente VI, aveva indetto una crociata contro i Turchi, Ugo IV, allestì quattro navi per ordine del papa e strinse un'alleanza con Venezia e i Cavalieri Ospitalieri, che congiuntamente riuscì a sconfiggere la flotta turca a Smirne e i Cavalieri di San Giovanni occuparono la città; l'anno seguente, gli alleati sconfissero i Turchi a Imbro, per mare e per terra, ma Ugo ne trasse poco beneficio, cosicché decise di ritirarsi dalla lega.

Durante il suo regno Ugo IV fu molto severo nelle questioni riguardanti la giustizia; quando i suoi due figli, Pietro e Giovanni, nel 1348, lasciarono Cipro per un viaggio in Europa senza permesso, egli arrestò Giovanni Lombardo, l'uomo che li aveva aiutati a lasciare l'isola, lo imprigionò e torturò, tagliandoli una mano ed un piede prima di impiccarlo nell'aprile 1349. 

Ugo allestì due navi che andarono alla ricerca dei figli, riuscirono a riportarli a Cipro e li fece imprigionare ed egli stesso fece da carceriere, ma poi si impietosì e li fece tornare a Nicosia. 

### Abdicazione e morte

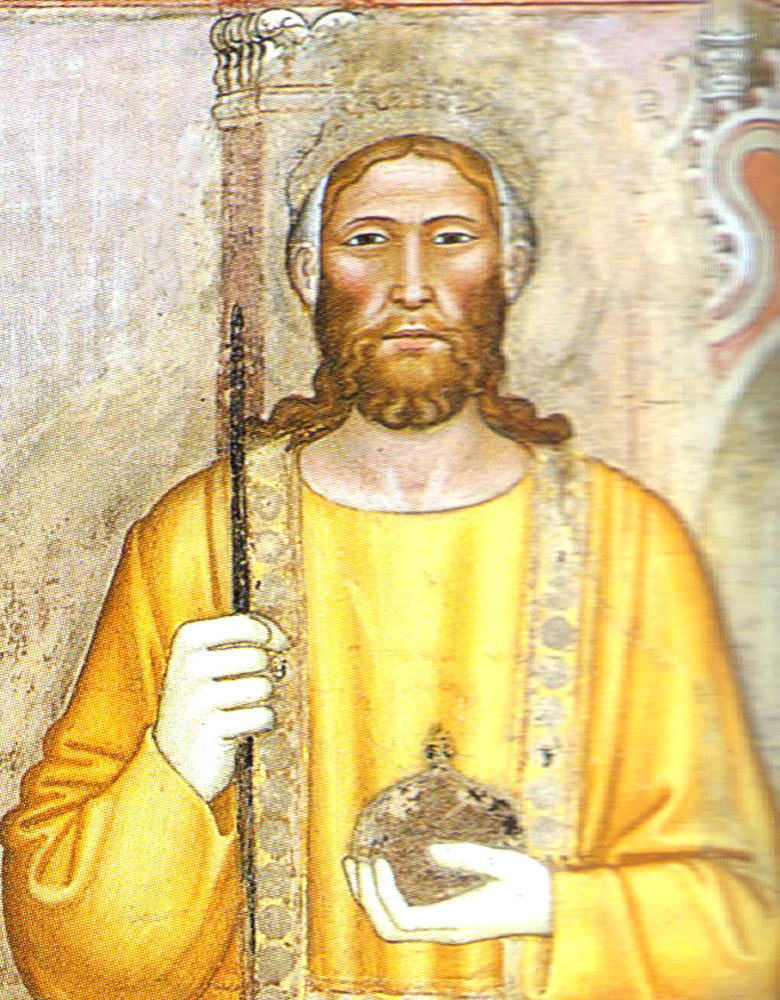
Ritratto di Pietro I di Lusignano di Andrea di Bonaiuto
Affresco del Cappellone degli Spagnoli della Basilica di Santa Maria Novella, Firenze, 1366

Ugo IV, nel 1358, cedette la corona di Cipro al figlio Pietro come Pietro I e contemporaneamente nominò l'altro figlio, Giovanni, principe di Antiochia e connestabile di Cipro.

Ugo IV morì il 10 ottobre 1359 a Nicosia e Pietro, con la moglie, Eleonora, furono incoronati a Famagosta re e regina di Gerusalemme.

## Carattere
Alcune fonti testimoniano come egli fosse ben educato, avesse interessi nei campi dell'arte, della letteratura e della filosofia e possedesse una grande conoscenza della letteratura latina. Ugo IV possedeva una residenza estiva a Lapithos, dove organizzava dei convegni filosofici; Giovanni Boccaccio scrisse il Genealogia Deorum Gentilium dietro richiesta di Ugo IV.

## Discendenza
Ugo IV e Maria d'Ibelin ebbero almeno un figlio, come conferma anche la Histoire de l'île de Chypre sous le règne des princes de la maison de Lusignan, Volume 2:
- Guido (1315 o 1316 – poco prima del 24 settembre 1343), conestabile di Cipro e principe titolare di Galilea; il 29 novembre 1328 si sposò per procura al castello di Borbone,  e personalmente a Nicosia, nella cattedrale di Santa Sofia, il 15 o 30 gennaio 1330 con Maria di Borbone (1315-1387), principessa d'Acaia, come conferma la Chroniques d'Amadi et de Strambaldi. T. 1[26].[27].

Guido da Maria di Borbone ebbe un figlio:
- Ugo[30] (1335 – 1385/1386), che succedette al padre come principe di Galilea nel 1343, senatore di Roma il 12 agosto 1346 e signore di Arnecha e Leondaki nel gennaio 1365. Dopo l'autunno 1365 egli sposò Marie de Morphou (m. dopo il 1383), figlia di Jean de Morphou, conte di Roucha, da cui non ebbe figli.

Dal secondo matrimonio con Alice d'Ibelin Ugo IV ebbe sette figli:
- Eschive (1322/1324 – 1363[32]), sposò, dopo il 5 marzo 1337/1339, l'infante Fernando (Ferran) di Majorca[33], visconte d'Omelas, da cui si separò il 22 aprile 1341;
- Pietro I (1328-1369), successore nelle cariche di Re di Cipro e di Gerusalemme[34];
- Giovanni (1329/1330 – 1375), reggente di Cipro e principe titolare d'Antiochia[34], morì assassinato; si sposò due volte, la prima nel 1343 con Costanza, figlia di Federico III di Sicilia ed Eleonora d'Angiò, da cui non ebbe discendenza; la seconda volta, nel 1350, con Alice d'Ibelin (m. dopo il 1373), dalla quale ebbe figli;
- Giacomo I (1334-1398), salì sul trono cipriota[34], come successore del nipote Pietro II.
- Tommaso (m. 15 novembre 1340), non sposato e senza figli[35];
- Isabella (m. 15 novembre 1340), sposò Gautier de Dampierre-sur-Salon, siniscalco di Cipro[35];
- Maria o Margherita, ultimogenita[36].

Ugo IV ebbe anche un figlio, di cui non si conosce esattamente la madre:
- Perrot (m. 29 giugno 1353), non sposato e senza figli.

## Ascendenza
|                       |   |                              | Genitori           |  |  | Nonni |  |  | Bisnonni           |  |  | Trisnonni               |  |
|                       |   |                              |                    |  |  |       |  |  | Enrico d'Antiochia |  |  | Boemondo IV d'Antiochia |  |
|                       |   |                              |                    |  |  |       |  |  | Enrico d'Antiochia |  |  | Boemondo IV d'Antiochia |  |
|                       |   | Piacenza Embriaco de Gibelet |                    |  |  |       |  |  | Enrico d'Antiochia |  |  |                         |  |
| Ugo III di Cipro      |   |                              |                    |  |  |       |  |  | Enrico d'Antiochia |  |  |                         |  |
|                       |   | Isabella di Lusignano        | Ugo I di Cipro     |  |  |       |  |  |                    |  |  |                         |  |
|                       |   | Isabella di Lusignano        | Ugo I di Cipro     |  |  |       |  |  |                    |  |  |                         |  |
|                       |   | Isabella di Lusignano        | Alice di Champagne |  |  |       |  |  |                    |  |  |                         |  |
| Guido di Lusignano    |   | Isabella di Lusignano        |                    |  |  |       |  |  |                    |  |  |                         |  |
|                       |   | Guido d'Ibelin               | Giovanni di Ibelin |  |  |       |  |  |                    |  |  |                         |  |
|                       |   | Guido d'Ibelin               | Giovanni di Ibelin |  |  |       |  |  |                    |  |  |                         |  |
|                       |   | Guido d'Ibelin               | Melisenda d'Arsur  |  |  |       |  |  |                    |  |  |                         |  |
| Isabella d'Ibelin     |   | Guido d'Ibelin               |                    |  |  |       |  |  |                    |  |  |                         |  |
|                       |   | Filippa Barlais              | Amalrico Barlais   |  |  |       |  |  |                    |  |  |                         |  |
|                       |   | Filippa Barlais              | Amalrico Barlais   |  |  |       |  |  |                    |  |  |                         |  |
|                       |   | Filippa Barlais              | Agnese di Margat   |  |  |       |  |  |                    |  |  |                         |  |
| Ugo IV di Cipro       |   | Filippa Barlais              |                    |  |  |       |  |  |                    |  |  |                         |  |
|                       | … | …                            |                    |  |  |       |  |  |                    |  |  |                         |  |
|                       | … | …                            |                    |  |  |       |  |  |                    |  |  |                         |  |
|                       | … | …                            |                    |  |  |       |  |  |                    |  |  |                         |  |
| Giovanni II di Beirut | … |                              |                    |  |  |       |  |  |                    |  |  |                         |  |
|                       |   | …                            | …                  |  |  |       |  |  |                    |  |  |                         |  |
|                       |   | …                            | …                  |  |  |       |  |  |                    |  |  |                         |  |
|                       |   | …                            | …                  |  |  |       |  |  |                    |  |  |                         |  |
| Eschive d'Ibelin      |   | …                            |                    |  |  |       |  |  |                    |  |  |                         |  |
|                       |   | Guido I de la Roche          | Ottone de la Roche |  |  |       |  |  |                    |  |  |                         |  |
|                       |   | Guido I de la Roche          | Ottone de la Roche |  |  |       |  |  |                    |  |  |                         |  |
|                       |   | Guido I de la Roche          | …                  |  |  |       |  |  |                    |  |  |                         |  |
| Alice de la Roche     |   | Guido I de la Roche          |                    |  |  |       |  |  |                    |  |  |                         |  |
|                       |   | …                            | …                  |  |  |       |  |  |                    |  |  |                         |  |
|                       |   | …                            | …                  |  |  |       |  |  |                    |  |  |                         |  |
|                       |   | …                            | …                  |  |  |       |  |  |                    |  |  |                         |  |
|                       |   | …                            |                    |  |  |       |  |  |                    |  |  |                         |  |

### Fonti primarie
- (LA)  Histoire de l'île de Chypre sous le règne des princes de la maison de Lusignan, volume 2.
- (FR)  Recueil des historiens des croisades. Historiens occidentaux. Tome second.
- (IT)  Chroniques d'Amadi et de Strambaldi. T. 1.

### Letteratura storiografica
- (FR)  Les familles d'outre-mer.